# 圣伊波利特 (安德尔-卢瓦尔省)
圣伊波利特（法語：Saint-Hippolyte，法語發音：[sɛ̃.t‿ipɔlit] ⓘ）是法国安德尔-卢瓦尔省的一个市镇，位于该省东南部，和安德尔省接壤，属于洛什区。

## 地理
圣伊波利特（47°3'36"N, 1°6'0"E）面积32.99 平方千米，位于法国中央-卢瓦尔河谷大区安德尔-卢瓦尔省，该省份为法国中西部省份，北起萨尔特省、东北接卢瓦-谢尔省，东南接安德尔省，南至维埃纳省，西临曼恩-卢瓦尔省。
与圣伊波利特接壤的市镇（或旧市镇、城区）包括：弗莱雷拉里维耶尔、圣西朗迪让博、布里多雷、安德鲁瓦河畔洛谢、圣让-圣日耳曼、塞讷维耶尔、安德尔河畔韦尔讷伊。

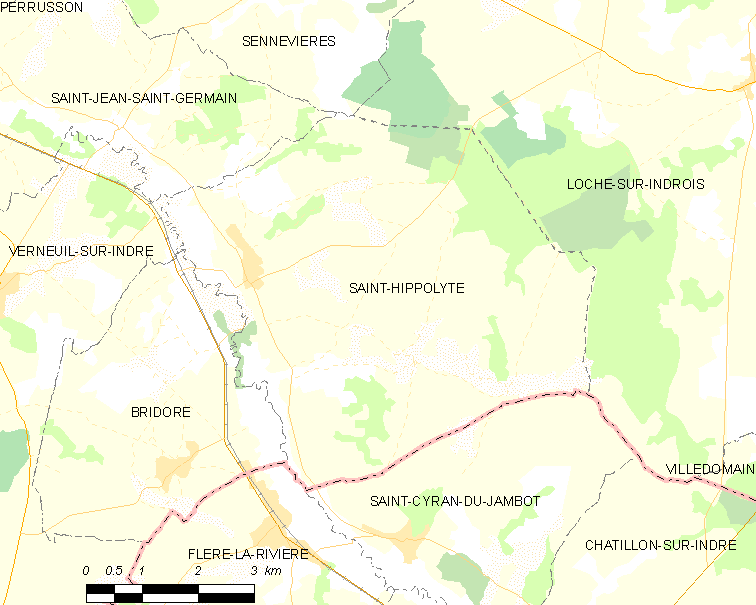
的OSM定位图

圣伊波利特的时区为UTC+01:00、UTC+02:00（夏令时）。

## 行政
圣伊波利特的邮政编码为37600，INSEE市镇编码为37221。

## 政治
圣伊波利特所属的省级选区为洛什县。

## 人口

1962-2008年间人口变化图示

圣伊波利特于2022年1月1日时的人口数量为620人。